# Wake (album)
Wake je výběrové album z tvorby hudební skupiny Dead Can Dance, které bylo vydáno v roce 2003. Obsahuje 26 skladeb na dvou discích. V albu je zahrnuta i skladba The Lotus Eaters, která byla předtím vydána na výběrovém box setu Dead Can Dance (1981-1998) a která byla původně nahrána v roce 1998 jako součást nového alba, avšak byla poslední skladbou nahranou skupinou před jejím rozpadem.
Název alba (wake – probudit se) může mít několik významů. V kontextu s vycházejícím sluncem na obalu alba může znamenat proces probuzení. Pokud je název uvažován v souvislosti se samotným názvem skupiny, může slovo wake poukazovat na proces změny neživého (dead – mrtvý) v živoucí (dancing – tančící). Třetí možný význam lze chápat ve spojitosti s rozpadem skupiny. Jelikož album bylo vydáno po zániku skupiny, může výraz wake totiž znamenat tradiční irský obřad bdění u těla nedávno zesnulého člena rodiny. Wake v angličtině také znamená brázdu za lodí, což by i odpovídalo fotografii na obalu alba (vycházející slunce svítí na brázdu ve vodě).

## Disk 1
1. Frontier (Demo) – 3:00
2. Anywhere out of the World – 5:07
3. Enigma of the Absolute – 4:14
4. Carnival of Light – 3:30
5. In Power We Entrust the Love Advocated – 4:10
6. Summoning of the Muse – 4:57
7. Windfall – 3:31
8. In the Kingdom of the Blind the One-eyed Are Kings – 4:10
9. The Host of Seraphim – 6:17
10. Bird – 5:00
11. Cantara – 5:58
12. Severance – 3:21
13. Saltarello – 2:36
14. Black Sun – 4:56

## Disk 2
1. Yulunga (Spirit Dance) – 6:57
2. The Carnival Is Over – 5:42
3. The Lotus Eaters – 6:42
4. Rakim – 5:38
5. The Ubiquitous Mr. Lovegrove – 6:14
6. Sanvean – 3:46
7. Song of the Nile – 8:00
8. The Spider's Stratagem – 6:41
9. I Can See Now – 2:56
10. American Dreaming – 4:30
11. Nierika – 5:45
12. How Fortunate the Man with None – 9:09